# Суртынья
Суртынья (устар. Суртын-Я) — река в России, протекает в Ханты-Мансийском АО. Устье реки находится в 72 км по левому берегу реки Волья. Длина реки составляет 16 км.

## Данные водного реестра
По данным государственного водного реестра России относится к Нижнеобскому бассейновому округу, водохозяйственный участок реки — Северная Сосьва, речной подбассейн реки — Северная Сосьва. Речной бассейн реки — (Нижняя) Обь от впадения Иртыша.
Код объекта в государственном водном реестре — 15020200112115300025342.